# Noël Lee
Pour les articles homonymes, voir Lee.
Noël Dayton Lee, né le 25 décembre 1924 à Nankin (République de Chine à l'époque) et mort le 15 juillet 2013 à Paris 18e (France),, est un pianiste et compositeur américain.

## Biographie
Noël Lee commence dès l'âge de cinq ans l'étude du piano et de l'harmonie et joue en public à partir de six ans. Titulaire d'une bourse de l'université Harvard, il étudie la composition avec Irving Fine et Walter Piston et suit des cours de piano au New England Conservatory (Boston). Il vient ensuite à Paris -- où il se fixe -- travailler avec Nadia Boulanger ; il reçoit des commandes et se consacre à la composition. En 1953 et 1954, il obtient le Prix Lili Boulanger et un prix de l'Orchestre de Louisville. Il mène parallèlement une carrière internationale de compositeur et de pianiste.
Son répertoire est très large (intégrales de Debussy, Ravel, Copland, Stravinsky). Il joue pratiquement toute la littérature de musique de chambre avec piano et une quarantaine de concertos. Une extrême sensibilité lui permet d'entrer dans des univers très différents. Il a une discographie de plus de deux cents enregistrements, tant de pianiste soliste (ses enregistrements à quatre mains et à deux pianos avec Christian Ivaldi chez ARION font figure de références) que d'accompagnateur (appellation qu'il détestait, lui préférant celle de « partenaire ») de chanteurs, dont Anne-Marie Rodde, Bernard Kruysen, Udo Reinemann, François Le Roux, etc. On lui doit la redécouverte, en France, de l'américain romantique Louis-Moreau Gottschalk (1829-69) en 1985 (disque Erato utilisé pour la BO du film de Michel Deville Aux petits bonheurs en 1994). En tant que compositeur, il a écrit de très nombreuses pièces pour piano, des mélodies (sur des textes de Charles Baudelaire, Victor Hugo, Paul Verlaine, Alfred de Musset, Stéphane Mallarmé, Garcia Lorca), et de très nombreux arrangements.
Il a fait partie du comité de rédaction de l'édition critique des œuvres de Debussy chez Durand-Universal. On lui doit l'édition critique des œuvres pour piano à quatre mains et pour deux pianos.
Le 2 janvier 2005, il a été, avec Christian Ivaldi, l'un des deux pianistes invités de l'émission Ouvert le dimanche, diffusée sur France-Musique et consacrée à l'accompagnement au piano.

## Discographie sélective
- Gabriel Fauré, Mélodies op. 18 - 27 - 46 - 51 - 58 - 83 & 118 :  Bernard Kruysen, baryton et Noël Lee, piano - enregistrement : Copenhague, décembre 1965. Vinyle Valois MB 765.
- Camille Saint-Saëns, Œuvres pour deux pianos, Noel Lee, piano, Christian Ivaldi, piano. CD Arion 1986
- César Franck, Les Éolides, Le Chasseur maudit, Psyché, Rédemption, Christian Ivaldi, piano, Noël Lee, piano. CD Arlon 1994
- Franz Schubert, intégrale des œuvres pour piano à 4 mains. Christian Ivaldi, piano, Noël Lee, piano. 6 LP Arion 1975 et 1976. Report 4 CD Arion 2008. Diapason d’or, Choc du Monde de la musique
- Antonin Dvorák, De la forêt de Bohème op. 68, Légendes op. 59. Christian Ivaldi, piano, Noël Lee, piano. CD Arion 1987
- Musique française pour le piano à 4 mains, Christian Ivaldi, piano, Noël Lee, piano. 3 LP Arion 1980 report 2 CD 1991
- Musique romantique pour le piano à 4 mains. Christian Ivaldi, piano, Noël Lee, piano. 2 CD Arion 1982
- Milhaud, Scaramouche / Le Bal martiniquais / Printemps / Automne. Christian Ivaldi, piano, Noël Lee, piano. LP La voix de son maître 1972
- Floraison du piano à quatre mains en France. Christian Ivaldi, piano, Noël Lee, piano. 2 CD Arion 1991 **** Le Monde de la Musique
- Hindemith, Sonate pour flûte et piano, Sonate pour piano à 4 mains, Sonate pour violon et piano, Sonate pour violoncelle et piano. Christian Ivaldi, piano, Noël Lee, piano, Michel Debost, flûte, Alain Meunier, violoncelle, Gérard Poulet, violon. CD Arion 1995
- Wolfgang Amadeus Mozart, Intégrale de l’Œuvre pour piano à 4 mains. Christian Ivaldi, piano, Noël Lee, piano.3 LP Arion 1979
- Claude Debussy, Intégrale de l’œuvre pour 2 pianos et à 4 mains. Christian Ivaldi, piano, Noël Lee, piano. 2 CD Arion 1990
- Igor Stravinsky, Le Sacre du Printemps. Christian Ivaldi, piano, Noël Lee, piano. CD Arion 2005